# サッカーマム
サッカーマム（Soccer mom）とは、アメリカで子供にサッカーを習わせる教育熱心なアッパーミドル階級の母親。多くはリベラル層、大卒、白人、郊外在住の「サバーバン・マム（suburban moms）」とも重なる。
アメリカはアメリカンフットボール、バスケットボール、野球、アイスホッケーの人気が高いが、近年、サッカーのチームスポーツとしての高い協調性が注目され、社会に出てからの人間関係に大切な協調性を養わせるために、教育熱心な母親が子供にサッカーを習わせることが流行した。転じて「教育ママ」という意味でも使われる場合もある。
日本でいう「教育ママ」と異なるのは、「学校の成績」に限らず「コミュニケーション能力」など社交性も兼ね備えた人材を育成するという点である。
これには、アメリカにおける大学入試制度が日本におけるそれとは異なり、学業成績だけでなく、推薦状やエッセイをもとに、クラブ活動やボランティア活動、芸術文化活動で活躍するような主体的な生徒を入学させるという傾向があることが関係している。アメリカの教育は、リーダーシップを取れる広い教養をもとにしたバランスの良い人材を育てることを目的としているため、コミュニケーション能力が問われる。
サッカーマムが子供の送迎に利便性の高いミニバンを使うことからミニバンのユーザーの代名詞としても使われているが、それがゆえ時に｢まるでサッカーマムみたいだ｣というネガティブな使われ方(ババ臭い、所帯臭い、若者らしくないなどの意味合い)もする。
かつては隠れトランプだったが、女性スキャンダルや人種差別抗議デモにより反トランプ派となったと言われる。